# 社会主义之声
社会主义之声（英語：Socialist Voice）是新西兰的一个已不存在的托洛茨基主义组织。该组织成立于2002年。该组织曾取名为社会主义替代，后改名为社会主义之声。该组织的意识形态是社会主义、马克思主义、托洛茨基主义。该组织的政治立场是极左翼。该组织实行集体领导。该组织出版刊物《社会主义之声》。该组织是工人国际委员会的支部。